# Стораче, Бернардо

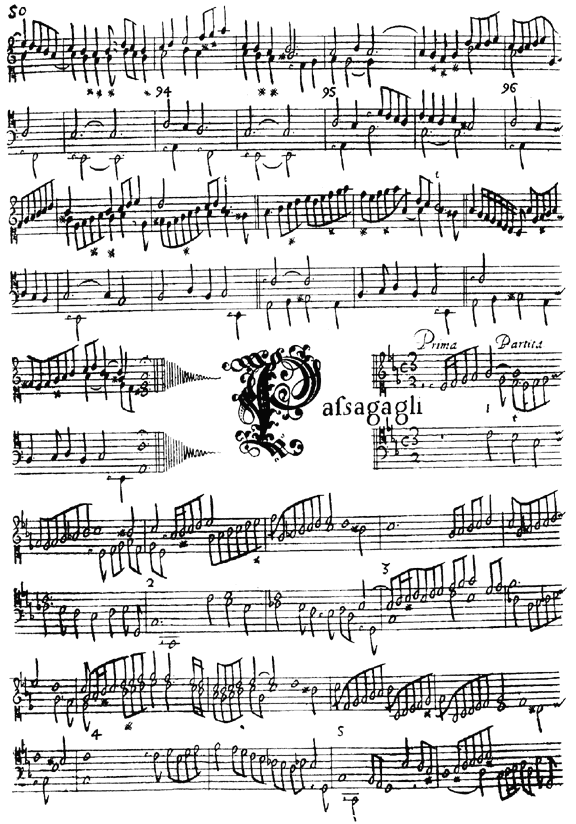
Факсимиле страницы из Selva di varie compositioni, единственного известного сборника музыки Стораче

Бернардо Стораче (итал. Bernardo Storace, расцвет ок. 1664) — итальянский композитор, органист.
О жизни и личности Стораче известно лишь, что в 1664 году он работал вице-капельмейстером в Мессине. Этот факт упомянут на титульной странице единственного сохранившегося сборника музыки Стораче, Selva di varie compositioni d’intavolatura per cimbalo ed organo, опубликованного в Венеции в 1664 году. Поскольку Мессина не раз разрушалась землетрясениями (в том числе одним из крупнейших в истории Европы, т. н. Мессинским землетрясением), поиски в архивах затруднительны.
В сборнике Selva di varie compositioni 25 сочинений, в основном — вариации на популярные в то время песенно-танцевальные темы Spagnoletta и Monica, на расхожие гармонические модели пассамеццо, романески и Ruggiero, а также четыре пассакалии и одна чакона. Хорошо развитая вариационная техника дополняется интересными историческими деталями. Например, вариации на мелодии Spagnoletta и Cinque passi, обычные для европейских композиторов того времени, у Стораче написаны на мелодии, сильно отличающиеся от тех, что сейчас считаются стандартными. Две пассакалии (Passagagli sopra D sol re per # и Passagagli sopra Fe fa ut per b) разбиты на большие разделы, написанные в разных тональностях, что нетипично для остинатных сочинений вообще и XVII века в частности. Переходы между разделами формы композитор помечает ремаркой «переход к другому тону».
Среди прочих композиций Selva di varie compositioni выделяются два ричеркара и Пастораль. В ричеркарах Стораче показывает сильную полифоническую технику: второй из них представляет собой тройную фугу, первая из тем которой заимствована из знаменитого ричеркара Дж. Фрескобальди, Ricercare con l’obbligo di cantare la quinta parte senza tocarla из сборника Fiori musicali. Сторачевская «Пастораль» — уникальная пьеса, аналогов которой нет в органной литературе его времени. Это пятичастное сочинение (2 раздела в начале, «ария», 2 заключительных раздела) состоит из мелодий и украшений, сменяющих друг друга над непрекращающимся ре в педали.